# フェアモール松任

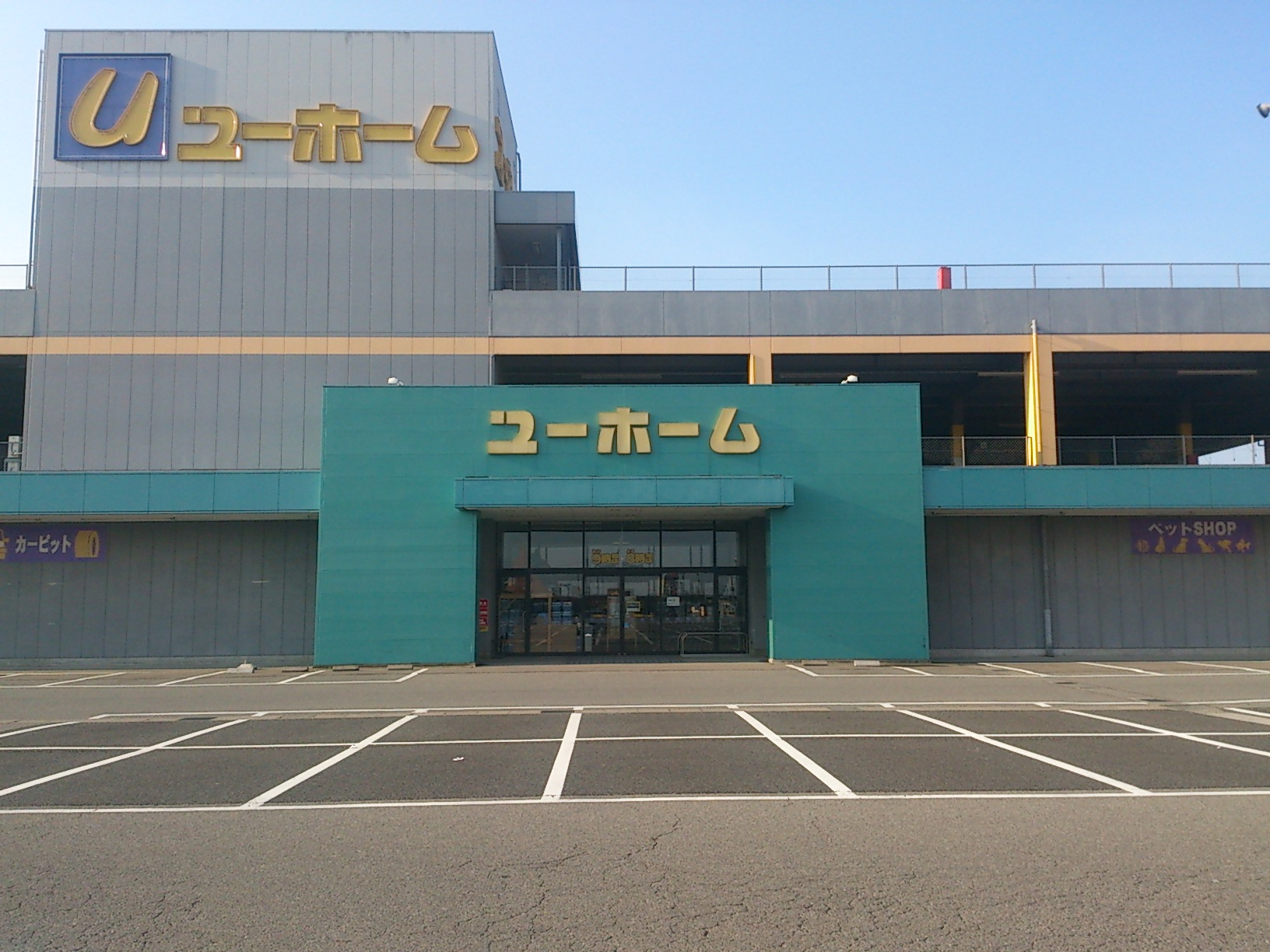
ユーホーム松任店（閉店済）

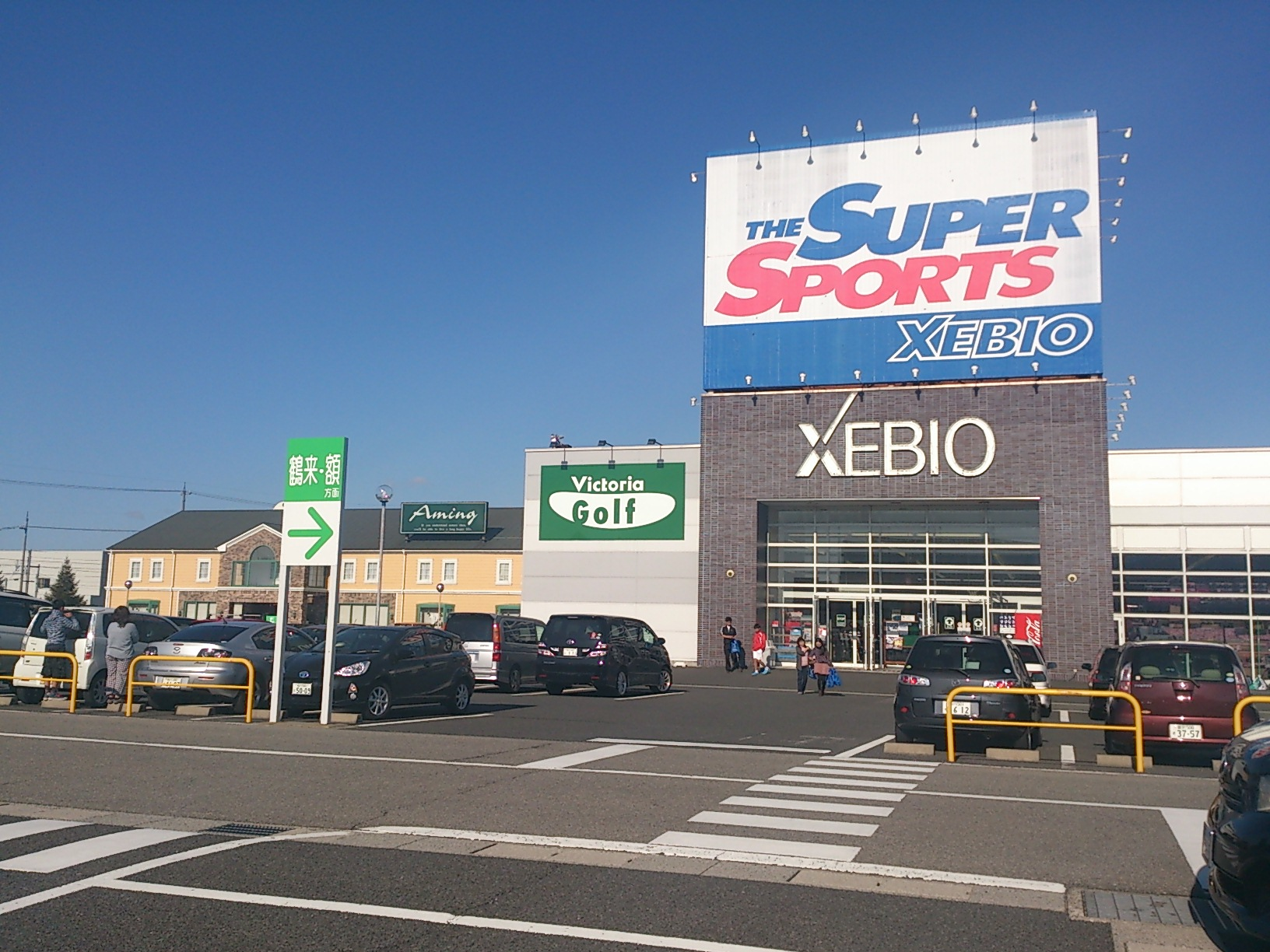
ゼビオ館とアミング館（左）

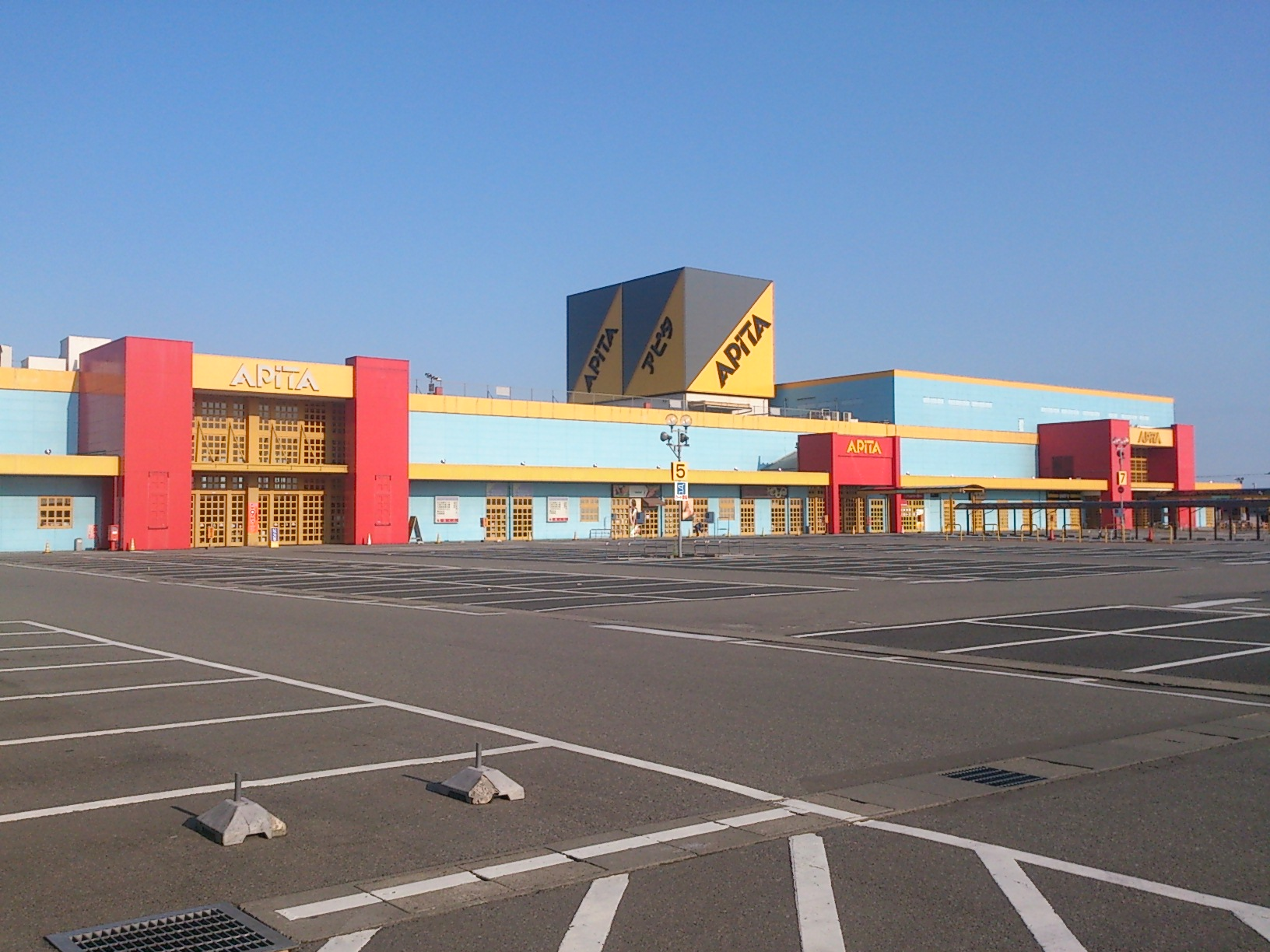
トリコロール塗色時代（2013年）

フェアモール松任（フェアモールまっとう、（英: FAIRMALL MATTO））は、石川県白山市幸明町にあるショッピングセンターである。

## 概要
ユニー株式会社と松任商業開発協同組合（Tio専門店街を運営）の共同運営で、大型GMSの「アピタ松任店」を中核にした店舗構成になっている。かつてはユニー直営のホームセンター、「ユーホーム松任店」も中核としていた。
1991年（平成3年）4月に建設を発表し、当初は翌年7月の開店を目指していたが、商業面積の削減の調整等で大きく遅れた。ユニーが平成初期の北陸地区で手掛けたものでは大規模なショッピングセンターの先駆けとなった。
1995年（平成7年）9月に全面開業している。本棟の向かい側には、同時オープンしたゼビオ、アミング（現在は空き店舗）の別棟があり、さらに白山市道を挟んだ北側の別棟には、先行開業したサイゼリヤやマクドナルドなどがあり、それらを含めた全体で「フェアモール松任」を構成している。
1999年（平成11年）6月24日に立体駐車場付きの別棟を増築し、店舗の北側に配置されていたユーホームを同別棟の1階に移転させ増床している。移転前の旧・ユーホームはユニーのユーホーム1号店である。跡地は解体を経て棟続きの増床棟として建設され、主にアピタ専門店街が入居している。
2015年（平成27年）5月10日にユーホーム松任店が閉店している。跡地にはケーズデンキフェアモール松任店が同年7月9日に移転開店（イオン松任店敷地内の松任店は前日8日閉店）している。
国道8号沿いに位置しており、土曜・日曜・祝日は渋滞が度々発生するほど現在では来客者の多いショッピングセンターである。そのため、同ショッピングセンターから西に約1km離れた、白山市役所が所在する白山市倉光地区にユニーが運営するスーパーマーケット「ラスパ白山（核店舗・ピアゴ白山店）」が、2015年（平成27年）4月24日に開店し、同地区周辺のドミナント戦略を成し遂げている。

## 主なテナント

### 専門店
- キリン堂
- メガネの三城
- 新星堂
- ライトオン
- anyFAM anySIS
- 東京さが美
- auショップ
- ドトールコーヒー
- マクドナルド松任アピタ店
- 北国書林 - 別棟にも出店している

その他詳細はショップガイド参照。

### Tio専門店街
- ミスタードーナツ
- ドコモショップアピタ松任店
- ほくしんあさがお広場（北陸信用金庫のサテライト店舗）

Tio専門店会に登録加盟している店舗はこちらのガイド参照。

### 別棟
- ケーズデンキ（旧ユーホーム）
- スターバックス - スターバックスのドライブスルー店舗は全国で2番目に開店した（ちなみに、1号店は茨城県守谷市の西友楽市守谷店）。
- スーパースポーツゼビオ
- ドスパラ（旧アミング）

※ その他にも別棟が4棟あり、いずれも飲食店が入居している。

### 別棟（北ゾーン）
- サイゼリヤ
- CoCo壱番屋
- マクドナルド松任フェアモール店
- 北国書林

## 交通アクセス
- IRいしかわ鉄道線 松任駅または北陸鉄道石川線 鶴来駅から北鉄白山バス：鶴来線・白山線に乗車、「翠星高校前」バス停下車。
- IRいしかわ鉄道線 松任駅から白山市コミュニティバス「めぐーる」南循環コースに乗車、「フェアモールアピタ松任」バス停下車（土曜・日曜・祝日は運休）。
- 北陸自動車道 美川ICあるいは白山ICを利用。